# Finland op de Olympische Winterspelen 1972
Tijdens de Olympische Winterspelen van 1972, die in Sapporo (Japan) werden gehouden, nam Finland voor de elfde keer deel.

## Medailleoverzicht
| Sport              | Olympiër                                                 | Discipline             | Medaille |
| ------------------ | -------------------------------------------------------- | ---------------------- | -------- |
| Biatlon            | Esko Saira Juhani Suutarinen Heikki Ikola Mauri Röppänen | 4x7,5 km estafette (m) | Zilver   |
| Langlaufen         | Marjatta Kajosmaa                                        | 5 km (v)               | Zilver   |
| Langlaufen         | Helena Takalo Hilkka Kuntola Marjatta Kajosmaa           | 3x5 km estafette (v)   | Zilver   |
| Noordse combinatie | Rauno Miettinen                                          | mannen                 | Zilver   |
| Langlaufen         | Marjatta Kajosmaa                                        | 10 km (v)              | Brons    |

## Deelnemers en resultaten

### Biatlon
| Olympiër                                                 | Discipline             | Resultaat | Prestatie                                                                                            |
| -------------------------------------------------------- | ---------------------- | --------- | --- |
| Yrjö Salpakari                                           | 20 km (m)              | 5e        | 1:16.51,43 (+55,93) pen.: 2 (0 / 1 / 1 / 0)                                                          |
| Esko Saira                                               | 20 km (m)              | 6e        | 1:17.34,80 (+1.39,30) pen.: 5 (2 / 1 / 1 / 1)                                                        |
| Mauri Röppänen                                           | 20 km (m)              | 27e       | 1:23.45,88 (+7.50,38) pen.: 7                                                                        |
| Juhani Suutarinen                                        | 20 km (m)              | 30e       | 1:24.25,99 (+8.30,49) pen.: 10                                                                       |
| Esko Saira Juhani Suutarinen Heikki Ikola Mauri Röppänen | 4x7,5 km estafette (m) | Zilver    | 1:54.37,25 (+2.52,33) pen.: 3-14 (1-3 / 2-6 / 0-4 / 0-1) (28.52,04 / 29.37,33 / 28.45,79 / 27.22,09) |

### Langlaufen
| Olympiër                                              | Discipline            | Resultaat | Prestatie                                                         |
| ----------------------------------------------------- | --------------------- | --------- | ----------------------------------------------------------------- |
| Teuvo Hatunen                                         | 30 km (m)             | 22e       | 1:42.27,18 (+5.56,03)                                             |
| Teuvo Hatunen                                         | 50 km (m)             | 32e       | 3:00.41,72 (+17.26,97)                                            |
| Osmo Karjalainen                                      | 15 km (m)             | 10e       | 46.27,51 (+59,27)                                                 |
| Osmo Karjalainen                                      | 30 km (m)             | dnf       | opgave                                                            |
| Raimo Lehtinen                                        | 30 km (m)             | dnf       | opgave                                                            |
| Manne Liimatainen                                     | 15 km (m)             | 35e       | 48.59,90 (+3.31,66)                                               |
| Eero Mäntyranta                                       | 30 km (m)             | 19e       | 1:41.40,51 (+5.09,36)                                             |
| Eero Mäntyranta                                       | 50 km (m)             | dnf       | opgave                                                            |
| Juha Mieto                                            | 15 km (m)             | 4e        | 46.02,74 (+34,50)                                                 |
| Kalevi Oikarainen                                     | 50 km (m)             | dnf       | opgave                                                            |
| Juhani Repo                                           | 15 km (m)             | 23e       | 47.56,16 (+2.27,92)                                               |
| Hannu Taipale                                         | 50 km (m)             | 12e       | 2:48.24,83 (+5.10,08)                                             |
| Hannu Taipale Juha Mieto Juhani Repo Osmo Karjalainen | 4x10 km estafette (m) | 5e        | 2:07.50,19 (+3.02,25) (32.17,19 / 30.54,64 / 33.47,89 / 30.50,47) |
| Marjatta Kajosmaa                                     | 5 km (v)              | Zilver    | 17.05,50 (+5,00)                                                  |
| Marjatta Kajosmaa                                     | 10 km (v)             | Brons     | 34.56,45 (+38,63)                                                 |
| Marjatta Muttilainen                                  | 10 km (v)             | 22e       | 36.46,40 (+2.28,58)                                               |
| Senja Pusula                                          | 5 km (v)              | 25e       | 17.59,93 (+59,43)                                                 |
| Hilkka Kuntola                                        | 5 km (v)              | 5e        | 17.11,67 (+11,17)                                                 |
| Hilkka Kuntola                                        | 10 km (v)             | 8e        | 35.36,71 (+1.18,89)                                               |
| Helena Takalo                                         | 5 km (v)              | 9e        | 17.21,39 (+20,89)                                                 |
| Helena Takalo                                         | 10 km (v)             | 5e        | 35.06,34 (+48,52)                                                 |
| Helena Takalo Hilkka Kuntola Marjatta Kajosmaa        | 3x5 km estafette (v)  | Zilver    | 49.19,37 (+33,22) (17.04,93 / 16.41,67 / 15.32,77)                |

### Noordse combinatie
| Olympiër        | Discipline | Resultaat | Prestatie                                       |
| --------------- | ---------- | --------- | ----------------------------------------------- |
| Rauno Miettinen | mannen     | Zilver    | 405,505 punten schans: 210,0 p 15 km: 195,505 p |
| Erkki Kilpinen  | mannen     | 4e        | 391,845 punten schans: 185,0 p 15 km: 206,845 p |
| Jukka Kuvaja    | mannen     | 27e       | 354,385 punten schans: 160,2 p 15 km: 194,185 p |

### Schaatsen
| Olympiër       | Discipline   | Resultaat | Prestatie           |
| -------------- | ------------ | --------- | ------------------- |
| Seppo Hänninen | 500 m (m)    | 5e        | 40,12 (+0,68)       |
| Seppo Hänninen | 1500 m (m)   | 28e       | 2.14,52 (+11,56)    |
| Kimmo Koskinen | 1500 m (m)   | 10e       | 2.08,18 (+5,22)     |
| Kimmo Koskinen | 5000 m (m)   | 11e       | 7.45,15 (+21,54)    |
| Kimmo Koskinen | 10.000 m (m) | 7e        | 15.38,87 (+37,52)   |
| Leo Linkovesi  | 500 m (m)    | 6e        | 40,14 (+0,70)       |
| Leo Linkovesi  | 1500 m (m)   | 34e       | 2.16,86 (+13,90)    |
| Jouko Salakka  | 500 m (m)    | 27e       | 42,81 (+3,37)       |
| Jouko Salakka  | 1500 m (m)   | 17e       | 2.10,22 (+7,26)     |
| Jouko Salakka  | 5000 m (m)   | 18e       | 7.57,42 (+33,81)    |
| Jouko Salakka  | 10.000 m (m) | 19e       | 16.35,64 (+1.34,29) |
| Arja Kantola   | 500 m (v)    | 16e       | 46,12 (+2,79)       |
| Arja Kantola   | 1000 m (v)   | 21e       | 1.35,45 (+4,05)     |
| Arja Kantola   | 3000 m (v)   | 21e       | 5.30,88 (+38,74)    |
| Tuula Vilkas   | 500 m (v)    | 24e       | 46,85 (+3,52)       |
| Tuula Vilkas   | 1000 m (v)   | 11e       | 1.33,51 (+2,11)     |
| Tuula Vilkas   | 1500 m (v)   | 16e       | 2.27,09 (+6,24)     |
| Tuula Vilkas   | 3000 m (v)   | 7e        | 5.05,92 (+13,78)    |

### Schansspringen
| Olympiër        | Discipline         | Resultaat | Prestatie                                           |
| --------------- | ------------------ | --------- | --------------------------------------------------- |
| Tauno Käyhkö    | normale schans (m) | 18e       | 211,8 punten 105,8 p. (76,0 m) + 106,0 p. (75,5 m)  |
| Tauno Käyhkö    | grote schans (m)   | 4e        | 219,2 punten 104,5 p. (95,0 m) + 114,7 p. (100,5 m) |
| Rauno Miettinen | normale schans (m) | 17e       | 212,0 punten 105,5 p. (75,5 m) + 106,5 p. (75,5 m)  |
| Rauno Miettinen | grote schans (m)   | 32e       | 170,7 punten 79,7 p. (83,0 m) + 91,0 p. (87,5 m)    |
| Esko Rautionaho | normale schans (m) | 45e       | 187,7 punten 100,3 p. (73,5 m) + 87,4 p. (67,0 m)   |
| Esko Rautionaho | grote schans (m)   | 9e        | 205,8 punten 95,7 p. (93,0 m) + 110,1 p. (99,0 m)   |
| Kari Ylianttila | normale schans (m) | 25e       | 206,6 punten 104,8 p. (76,0 m) + 101,8 p. (73,5 m)  |
| Kari Ylianttila | grote schans (m)   | 13e       | 197,4 punten 99,1 p. (91,5 m) + 98,3 p. (92,0 m)    |

### IJshockey
| Olympiër | Discipline | Resultaat | Prestatie |
| --- | ---------- | --------- | --- |
| Jorma Valtonen Ilpo Koskela Seppo Lindström Heikki Riihiranta Heikki Järn Juha Rantasila Pekka Marjamäki Jorma Vehmanen Jorma Peltonen Veli-Pekka Ketola Matti Murto Matti Keinonen Harri Linnonmaa Juhani Tamminen Lasse Oksanen Esa Peltonen Seppo Repo Lauri Mononen Timo Turunen | mannen     | 5e        | kwalificatieronde: 13 - 1 Finland - Noorwegen A-groep (1e-6e plaats): 3 - 9 Finland - Sovjet-Unie 5 - 1 Finland - Polen 1 - 7 Finland - Tsjecho-Slowakije 1 - 4 Finland - Verenigde Staten 4 - 3 Finland - Zweden |

Argentinië · Australië · België · Bondsrepubliek Duitsland · Bulgarije · Canada · Duitse Democratische Republiek · Filipijnen · Finland · Frankrijk · Griekenland · Groot-Brittannië · Hongarije · Iran · Italië · Japan · Joegoslavië · Libanon · Liechtenstein · Mongolië · Nederland · Nieuw-Zeeland · Noord-Korea · Noorwegen · Oostenrijk · Polen · Roemenië · Sovjet-Unie · Spanje · Taiwan · Tsjecho-Slowakije · Verenigde Staten · Zuid-Korea · Zweden · Zwitserland